# La battaglia di Hacksaw Ridge

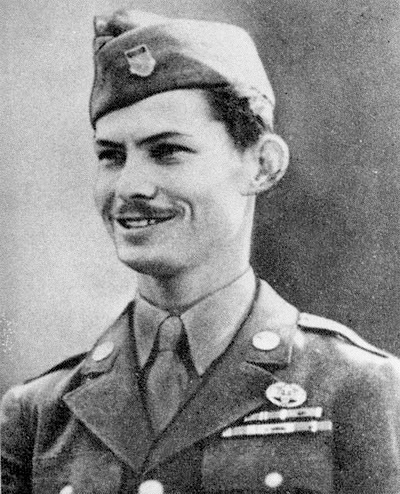
Una foto del vero Desmond Doss

La battaglia di Hacksaw Ridge (Hacksaw Ridge) è un film del 2016 diretto da Mel Gibson.
Racconta la storia vera di Desmond Doss, primo obiettore di coscienza dell'Esercito degli Stati Uniti a ricevere la medaglia d'onore. Del cast del film, che è stato presentato fuori concorso alla 73ª Mostra internazionale d'arte cinematografica di Venezia, fanno parte Andrew Garfield, che interpreta Doss, Vince Vaughn, Sam Worthington, Luke Bracey, Hugo Weaving, Ryan Corr, Teresa Palmer e Rachel Griffiths.

## Trama
Il giovane Desmond Doss, cresciuto a Lynchburg, Virginia, è stato educato secondo la fede della Chiesa cristiana avventista del settimo giorno e, da quando non ha per poco ucciso suo fratello minore durante un litigio mentre lottavano, ha una rinforzata credenza nel comandamento di non uccidere. All'età di 23 anni Desmond soccorre un uomo rimasto ferito mentre riparava la propria vettura portandolo all'ospedale, dove incontra Dorothy Schutte, un'infermiera. I due si innamorano e Desmond le confida il desiderio di intraprendere una carriera medica.
Allo scoppio della seconda guerra mondiale Desmond ha intenzione di arruolarsi per aiutare le persone in difficoltà, ma, essendo un obiettore di coscienza, vuole servire l'esercito come soccorritore militare. Suo padre Tom, turbato veterano della prima guerra mondiale, è profondamente irritato dalla decisione del figlio. Ciò nonostante, Doss decide di arruolarsi e, prima di partire per Fort Jackson, nella Carolina del Sud, chiede la mano a Dorothy e lei accetta di sposarlo.
Doss, viene posto per l'addestramento sotto il sergente Howell, il quale dà a Desmond il soprannome "Fusto di mais", ed eccelle nelle prestazioni fisiche, ma diventa un emarginato dai suoi commilitoni quando rifiuta di prendere in mano un fucile e di partecipare alle esercitazioni di sabato. Howell e il capitano Glover tentano di espellere Doss per motivi psichiatrici, ma il loro superiore rifiuta. Il sergente si mette a tormentare Doss sottoponendolo a lavori estenuanti, sperando così di scoraggiarlo e farlo dimettere di sua spontanea volontà. Una notte Doss viene barbaramente pestato dai suoi commilitoni, ma si rifiuta di identificare i suoi aggressori e continua l'addestramento.
Completata la formazione di base, Doss e i suoi commilitoni vengono mandati in licenza e lui intende sfruttarla per sposarsi con Dorothy. Il suo rifiuto di portare un'arma da fuoco, però, porta ad un arresto per insubordinazione. Dorothy visita Doss in prigione e cerca di convincerlo a dichiararsi colpevole in modo che possa essere rilasciato senza accuse, ma Doss si rifiuta di abiurare al proprio credo religioso: in tribunale, si dichiara non colpevole, ma prima che possa essere condannato interviene suo padre, giunto con una lettera firmata da un generale, suo ex commilitone, in cui è dichiarato che il pacifismo di suo figlio è protetto da una legge del Congresso. Le accuse contro Doss vengono così ritirate, e lui e Dorothy possono sposarsi.
Doss e i membri del suo plotone vengono assegnati alla settantasettesima divisione di fanteria e impiegati nella battaglia di Okinawa per aiutare la novantaseiesima divisione, incaricata di difendere la scarpata di Maeda, detta "Hacksaw Ridge". Negli scontri iniziali, durante la quale entrambe le parti soffrono pesanti perdite, Doss salva con successo diversi soldati, compresi alcuni con gravi ferite. Gli americani si accampano per la notte e Doss si ripara in una trincea con Smitty, un commilitone che per primo gli aveva dato del codardo. Durante la cena, Doss gli rivela che la sua avversione verso le armi nacque dopo aver puntato contro suo padre la pistola che questi minacciava di usare su sua madre durante un episodio psicotico. Anche Smitty gli rivela di aver avuto un'infanzia difficile (era stato concepito a seguito di una violenza sessuale e sua madre l'aveva poi abbandonato in un orfanotrofio) e si scusa per aver dubitato del suo coraggio.
Il mattino seguente i giapponesi si lanciano in un massiccio attacco banzai che spinge gli americani sul bordo della scarpata. Smitty viene ucciso e molti soldati, tra cui Howell e molti commilitoni di Doss, vengono feriti e lasciati indietro. Rimasto da solo sul campo di battaglia, Doss sente le grida di agonia dei soldati morenti e decide di tuffarsi di nuovo nella carneficina. Schivando i colpi del nemico, Doss conduce i soldati feriti al bordo della scarpata e li cala giù con una corda. Per tutta la notte, ogni volta che porta in salvo un soldato, Doss si rimette alla ricerca di un altro per salvarlo. Le decine di feriti creduti morti recuperati da Doss vengono portati negli ospedali da campo e una volta saputo cosa sta avvenendo, i commilitoni di Doss ancora in grado di combattere tornano sotto la scarpata. Alle prime luci del giorno Doss trova Howell e i due, sotto il fuoco nemico, uniscono gli sforzi per fuggire da Hacksaw Ridge. I giapponesi però al di sopra della scarpata cominciano a sparare verso il basso per colpire Doss, ma vengono sorpresi dagli americani che erano tornati per soccorrere i due. Il giovane, scosso ma vivo, viene portato all'ospedale da campo, dove i commilitoni lo ringraziano.
Il capitano Glover si scusa con Doss per quello che gli ha fatto passare a Fort Jackson e gli spiega che gli altri soldati non hanno intenzione di lanciare il prossimo attacco senza di lui. Nonostante sia sabato, giorno di festa nella sua religione, Doss si unisce ai commilitoni dopo aver terminato le sue preghiere. Con i rinforzi americani le sorti della battaglia mutano e i giapponesi fingono la resa, per poi lanciare un ultimo attacco suicida, durante il quale Doss riesce a salvare diversi commilitoni gettando lontano le granate nemiche ma rimanendo ferito. Doss viene poi calato giù dalla scarpata su una barella sospesa, stringendo la piccola Bibbia che gli ha dato Dorothy.
Per avere salvato 75 soldati a Hacksaw Ridge, Doss riceverà la medaglia d'onore dal presidente Harry S. Truman. Resterà sposato con Dorothy fino alla morte di lei avvenuta nel 1991. Morirà il 23 marzo 2006, all'età di 87 anni.
Alla fine del film il vero Desmond Doss, il fratello Hal e il capitano Glover raccontano e commentano le gesta dell’eroe.

## Produzione
Le riprese sono iniziate il 28 settembre 2015 e sono terminate il 18 dicembre dello stesso anno, principalmente in Australia, nel Nuovo Galles del Sud.

## Distribuzione
Il film è stato distribuito nelle sale cinematografiche statunitensi il 4 novembre 2016. In Italia è stato distribuito il 2 febbraio 2017 da Eagle Pictures.

## Accoglienza

### Incassi
Il budget del film è di 40 milioni di dollari, mentre l'incasso totale è di 180.450.000 di dollari, di cui oltre 67 milioni negli Usa e circa 113 milioni nel resto del mondo.

### Critica
Sul sito Rotten Tomatoes, il film ha un indice di gradimento dell'85%, sulla base di 274 recensioni, con una valutazione media di 7,26/10. Nel consenso critico del sito si legge "Hacksaw Ridge fa propria la storia vera di un pacifista come spunto per un avvincente omaggio alla fede, al valore e al coraggio di rimanere fedeli alle proprie convinzioni in tempo di guerra". Su Metacritic la pellicola ha un punteggio di 71 su 100, basato su 47 critici, indicando "recensioni generalmente favorevoli", mentre il pubblico interpellato da CinemaScore ha dato al film una media di "A" su una scala da A+ a F.

## Riconoscimenti
- 2017 - Premio Oscar
  - Miglior montaggio a John Gilbert
  - Miglior sonoro a Kevin O'Connell, Andy Wright, Robert Mackenzie e Peter Grace
  - Candidatura per il Miglior film
  - Candidatura per la Miglior regia a Mel Gibson
  - Candidatura per il Miglior attore protagonista a Andrew Garfield
  - Candidatura per il Miglior montaggio sonoro
- 2017 - Golden Globe
  - Candidatura per il Miglior film drammatico
  - Candidatura per il Miglior regista a Mel Gibson
  - Candidatura per il Miglior attore in un film drammatico a Andrew Garfield
- 2017 - Premio BAFTA
  - Miglior montaggio a John Gilbert
  - Candidatura per il Miglior attore protagonista a Andrew Garfield
  - Candidatura per la Miglior sceneggiatura non originale a Robert Schenkkan e Andrew Knight
  - Candidatura per il Miglior trucco e acconciatura a Shane Thomas
  - Candidatura per il Miglior sonoro a Peter Grace, Robert Mackenzie, Kevin O’Connell, Andy Wright
- 2016 - National Board of Review Awards
  - Migliori dieci film dell'anno
- 2016 - Hollywood Film Awards
  - Miglior regista a Mel Gibson
  - Miglior montaggio a John Gilbert
  - Miglior trucco e acconciature
- 2016 - AACTA Award
  - Miglior film
  - Miglior regista a Mel Gibson
  - Miglior sceneggiatura originale a Andrew Knight e Robert Schenkkan
  - Miglior attore protagonista a Andrew Garfield
  - Miglior attore non protagonista a Hugo Weaving
  - Miglior fotografia a Simon Duggan
  - Miglior montaggio a John Gilbert
  - Miglior suono a Andrew Wright, Robert Mackenzie, Kevin O'Connell, Mario Vaccaro, Tara Webb e Peter Grace
  - Miglior scenografia a Barry Robinson
  - Candidatura alla miglior attrice protagonista a Teresa Palmer
  - Candidatura alla miglior attrice non protagonista a Rachel Griffiths
  - Candidatura ai migliori costumi a Lizzy Gardiner
  - Candidatura al miglior trucco e acconciature a Shane Thomas e Larry Van Duynhoven
- 2017 - AACTA International Awards
  - Miglior regista internazionale a Mel Gibson
  - Candidatura al miglior film internazionale
  - Candidatura per il miglior attore internazionale ad Andrew Garfield
  - Candidatura alla Miglior attrice non protagonista internazionale a Teresa Palmer
  - Candidatura per la miglior sceneggiatura internazionale a Andrew Knight e Robert Schenkkan
- 2016 - American Film Institute
  - Migliori dieci film dell'anno
- 2016 - Critics' Choice Movie Award
  - Miglior film d'azione
  - Miglior attore in un film d'azione a Andrew Garfield
  - Candidatura al Miglior film
  - Candidatura al Miglior attore a Andrew Garfield
  - Candidatura al Miglior regista a Mel Gibson
  - Candidatura al Miglior montaggio a John Gilbert
  - Candidatura al Miglior trucco a Shane Thomas e Larry Van Duynhoven
- 2017 - Satellite Award
  - Miglior attore a Andrew Garfield
  - Miglior montaggio a John Gilbert
  - Miglior suono
  - Candidatura per il Miglior film
  - Candidatura per il Miglior regista a Mel Gibson
  - Candidatura per la Miglior sceneggiatura non originale a Andrew Knight e Robert Schenkkan
  - Candidatura per la Miglior fotografia a Simon Duggan
  - Candidatura per la Miglior colonna sonora originale a Rupert Gregson Williams
  - Candidatura per la Miglior scenografia a Barry Robinson